# رافاييل كوتينو
رافاييل كوتينو (بالبرتغالية: Rafael Coutinho‏) هو فنان قصص مصورة برازيلي، ولد في 28 يناير 1980.